# Is It In
Is It In es un álbum de estudio del saxofonista estadounidense Eddie Harris. Fue publicado en septiembre de 1974 a través de Atlantic Records.

## Grabación y contenido
Las sesiones de grabación del álbum tuvieron lugar el 16 y 17 de diciembre de 1973 en los estudios Paragon, en Chicago, Illinois. Al igual que su lanzamiento anterior, Geoffrey Haslam produjo el álbum, mientras que Bruce Swedien se desempeñó como ingeniero de audio. Is It In contenía nueve temas. Cuatro de las canciones fueron compuestas por su esposa Sara E. Harris. El propio saxofonista compuso dos canciones. «Funkaroma» y «House Party Blues» son las únicas pistas de Is It In compuestas en su totalidad por Harris y su banda de acompañamiento.

## Relanzamientos
En 1999, el sello discográfico Collectables reeditó el álbum por primera vez en CD junto con E.H. in the U.K. (1974).

## Recepción de la crítica
Un escritor no especificado de la revista Cash Box declaró: “Eddie Harris se presenta como una declaración audaz y poderosa en su último LP de Atlantic, que combina el virtuosismo único del saxofón de Harris con los increíbles efectos de sonido que él y el productor Geoffrey Haslam han ideado”.

## Lista de canciones
Todas las canciones escritas y compuestas por Sara E. Harris, excepto donde esta anotado. 
| Lado uno |                    |                                                    |          |  |
| N.º      | Título             | Escritor(es)                                       | Duración |  |
| 1.       | «Funkaroma»        | Eddie Harris Ronald Muldrow Rufus Reid Billy James | 5:00     |  |
| 2.       | «Happy Gemini»     |                                                    | 2:58     |  |
| 3.       | «Is It In»         | Muldrow                                            | 3:35     |  |
| 4.       | «It's War»         | Harris Muldrow James                               | 6:20     |  |
| 5.       | «Space Commercial» | Harris Muldrow James                               | 5:28     |  |

| Lado dos |                              |                           |          |  |
| N.º      | Título                       | Escritor(es)              | Duración |  |
| 1.       | «Look Ahere»                 |                           | 3:48     |  |
| 2.       | «These Lonely Nights»        |                           | 5:46     |  |
| 3.       | «House Party Blues»          | Harris Muldrow James Reid | 8:03     |  |
| 4.       | «Tranquility & Antagonistic» |                           | 4:15     |  |

## Créditos y personal
Créditos adaptados desde las notas de álbum de Is It In.
Músicos
- Eddie Harris – saxofón, piano, piano eléctrico, voces
- Ronald Muldrow – guitarra, guitorgan
- Rufus Reid – bajo eléctrico, contrabajo
- Billy James – batería, bongó

Personal técnico
- Geoffrey Haslam – productor
- Bruce Swedien – ingeniero de audio, mezclas
- Robert A. Moog – efectos de sonido
- Peter Palombi – ilustración
- Bob Defrin – director artístico
- Basil Pao – director artístico

## Posicionamiento
| Gráfica (1974)                            | Pico de posición |
| ----------------------------------------- | ---------------- |
| Estados Unidos (Billboard Top LPs & Tape) | 100              |